# Euphorbia tongchuanensis
Euphorbia tongchuanensis är en törelväxtart som beskrevs av Cheng Yih Wu och J.S.Ma. Euphorbia tongchuanensis ingår i släktet törlar, och familjen törelväxter. Inga underarter finns listade i Catalogue of Life.